# یواس‌اس تاچر (دی‌دی-۵۱۴)
یواس‌اس تاچر (دی‌دی-۵۱۴) (به انگلیسی: USS Thatcher (DD-514)) یک کشتی بود که طول آن ۱۱۴٫۷ متر (۳۷۶ فوت) بود. این کشتی در سال ۱۹۴۲ ساخته شد.